# Abelona parvula
Abelona parvula är en insektsart som först beskrevs av Walker, F. 1870.  Abelona parvula ingår i släktet Abelona och familjen Gryllacrididae. Inga underarter finns listade i Catalogue of Life.